# 图们市
图們市（中国朝鲜语：／ Tomun si */?）是中华人民共和国吉林省延边朝鲜族自治州的县级市。面积1,142.3平方公里，隔图们江望朝鲜民主主义人民共和国。市人民政府駐向上街道。

## 地理
位于吉林省南边，南与朝鲜民主主义人民共和国咸镜北道穩城郡接壤。
東接珲春市、西接延吉市、北接汪清县。

## 历史
- 1913年设延吉縣，图们只是一个小村。
- 1934年满洲国间岛省延吉县图们市成立。
- 1936年降格为图们街。
- 1965年4月，把图们镇和石岘镇各从延吉县（今龙井市）和汪清县划出成立图们市，
- 1965年5月1日，定称图们市。
- 1968年7月16日，图们市革命委员会成立。
- 1969年7月，将延吉县的月晴公社和汪清县的新农公社划归图们市。
- 1980年7月23日，改图们市革委会为图们市人民政府。
- 1983年8月，将图们市所属各人民公社，改为乡政府。

## 人口
根据(吉林省)延边朝鲜族自治州第七次全国人口普查結果显示：图们市常住人口为85248人，年龄结构中0-14岁占比7.37%，15-59岁占比60.42%，60岁以上占比32.2%，65岁以上占比21.13%。
人口13.6万人，其中朝鲜族7.8万人，佔57%。

## 行政区划
下辖3个街道、4个镇：
向上街道、新华街道、月宫街道、月晴镇、石岘镇、长安镇、凉水镇和图们市林业局。
- 街道：向上街道（향상가도）、新华街道（신화가도）、月宫街道（월궁가도）
- 镇：月晴镇（월청진）、石峴镇（석현진）、长安镇（장안진）、凉水镇（량수진）

## 交通
- 302国道、 331国道过境。
- 长图铁路、图佳铁路、长珲城际铁路：图们北站

## 图们烧烤
图们烧烤主要指烤羊肉串、韩式烤牛肉。其中烤羊肉串比较有特点。烤肉搭配沾料、酱料、咸菜、冷面。非常有特色。而且烤羊肉串都免费供应蒜，烤蒜也很好吃。在图们大街设有羊肉串一条街，以羊肉串店为主。